# Beowulf
Béowulf (staroanglicky Vlk včel – kenning pro medvěda) je staroanglický hrdinský epos psaný aliteračním veršem. Se svými 3182 verši představuje nejvýznamnější dílo staroanglické literatury; zároveň tvoří 10 % veškerého textu zachovaného v tomto jazyce. Jak je u středověkých děl obvyklé, epos nemá žádný původní dobový název. Pravděpodobně má jednoho autora. Od 19. století se celá báseň označuje jménem jejího hrdiny Béowulfa.

## Dochovaný rukopis
| „Hwæt! We Gardena in geardagum, þeodcyninga, þrym gefrunon, hu ða æþelingas ellen fremedon.“ |
| ukázka textu eposu „Béowulf — ll. 1-3.“                                                      |

Béowulf se dochoval v jediném rukopise, který je uložen v Britské knihovně (British Library).
Tento kodex je podle knihovny sběratele sira Roberta Cottona, z níž původně pochází, označován jako Cotton Vitellius A.xv. V roce 1731 byl částečně poškozen při požáru v Burnham House. Islandský učenec Grímur Jónsson Thorkelin nechal roku 1787 v Britském muzeu pořídit jeho opis a sám zhotovil kolem roku 1789 další. Vzhledem ke špatnému stavu originálu mají tyto opisy pro moderní badatele velký význam.
Zápis Béowulfa je součástí sbírky zvané Nowell Codex, která společně s kodexem Southwick tvoří svazek Cotton Vitellius. Nowell Codex obsahuje dále další staroanglické prozaické i básnické texty, mezi jinými dochovaný zlomek básně Judith.
Nowell Codex byl zapsán dvěma různými písaři, první zaznamenal prozaické texty a Béowulfa po 1939. verš. Za dobu vzniku rukopisu se na základě paleografických indicií pokládá zhruba rok 1000, báseň sama je však zřejmě starší, přesná doba vzniku není známa. Starodávná slova v textu by napovídala první polovinu 8. století, ale diskutuje se i o pozdějších datech.
Jazykem básně je pozdní západní saština (West Saxon), avšak objevují se i stopy jiných anglosaských dialektů. Podle některých náznaků mohla být báseň původně složena v některém dialektu Anglů, nejspíše v mercijštině.

## Děj
Děj básně se neodehrává v samotné Anglii, ale v oblasti Dánska a Švédska 5. a 6. století. Vypráví o skutečných historických osobnostech (géatský král Hygelák, mercijský král Offa). Látka se dostala do Anglie zřejmě společně s Angly, kteří sem od 5. století přesídlovali z kontinentu.
Vyprávění sleduje osud mladého hrdiny Béowulfa z géatského národa. Identita Géatů není spolehlivě vysvětlena; mohlo se jednat o Gauty, Góty nebo i Juty, ale nejpravděpodobnější se zdá možnost, že šlo o Gauty z jihu dnešního Švédska. Hrdina odjíždí se čtrnácti družiníky do Dánska, aby pomohli králi Hróthgárovi, kterého sužuje lidožravý netvor Grendel, líčený jako obr nebo v severské tradici trol. Grendel v noci vniká do Hróthgárovy dvorany, kde napadá a zabíjí královské družiníky. Ve dvou soubojích Béowulf nejprve smrtelně zraní Grendela a sleduje jeho krvavou stopu až k temnému jezeru, kde nakonec pomocí obřího meče přemůže i jeho matku toužící po pomstě. Čepel meče se však rozpustí v jedovaté obrově krvi a Béowulfovi zůstane jen jeho skvostný jílec. Béowulf se pak vrátí na dvůr krále Hróthgára, který jej odmění bohatými dary.
Druhá část básně se odehrává po mnoha letech. Béowulf se mezitím stává géatským králem a mnoho let dobře a spravedlivě vládne svému lidu. Pak ale jistý zloděj odcizí klenot z pokladu ve staré mohyle, který hlídal ohnivý drak. Krádež draka rozzuří natolik, že vyletí z mohyly a pustoší géatskou zemi. Tak jako v první části táhne Béowulf s početným průvodem proti nebezpečí. Tváří v tvář drakovi ale Béowulf a jeho družiníci opustí a v rozhodující chvíli při hrdinovi stojí jen jeho synovec Wígláf. Béowulfovi se podaří draka smrtelně zranit, ale zaplatí své vítězství životem, protože ho sežehne ohnivý dech umírající nestvůry. Béowulfovo tělo je pak při skvělém pohřebním obřadu spáleno na hranici i s dračím pokladem a Wígláf se stává novým králem Géatů.
V básni je popsaná společnost, která si cení cti, odvahy a statečnosti; bojovníci jsou obdivováni a dosahují významných postů. Kdo se stane králem, a tím pádem ochráncem země, očekává od svých mužů služby v boji, ti jsou pak za nasazení odměněni zbraněmi, cennostmi a půdou.
Život jedince je v rukou osudu, Béowulf jde do bitev s tím, že nikoli on sám, nýbrž osud rozhodne o výsledku – filozofie hluboce zakořeněná v severské tradici.
V básni se mísí severské a křesťanské tradice. Postavy prokazují všechny charakterové vlastnosti ceněné v germánské a severské tradici. Morální soudy jsou však často vynášeny z křesťanského hlediska. I Grendel je jako potomek bratrovraha Kaina zařazen do křesťanského žebříčku hodnot. Spekuluje se, že Béowulf představuje pokřesťanštěné zpracování původní severské látky.

## Béowulf v češtině
Béowulf v češtině vyšel poprvé v roce 2003 ve výpravném vydání v nakladatelství Torst. Překladatel Jan Čermák, který za překlad obdržel Cenu Josefa Jungmanna, knihu doplnil vlastní studií a výkladovými poznámkami. Nové rozšířené vydání s ilustracemi Františka Štorma bylo publikováno v roce 2020 v nakladatelství Jitro.

## Zpracování v literatuře a filmu
- Irský nositel Nobelovy ceny za literaturu Seamus Heaney vydal roku 1999 překlad Béowulfa do moderní angličtiny s dodržením aliterace, který vzbudil velkou pozornost.
- Beowulf je jméno vlajkové lodě admirála Wolfganga Mittermeiera v románu Jošikiho Tanaky Legend of the Galactic Heroes
- John Gardner vypráví v románu Grendel příběh z pohledu netvora. Tato kniha je podkladem libreta JD McClatchyho a Julie Taymorové k opeře Grendel Elliota Goldenthala, která byla v květnu 2006 uvedena v Los Angeles.
- Román Michaela Crichtona Pojídači mrtvých (Eaters of the Dead) propojil Béowulfa s cestopisy Ahmeda Ibn Fadlána a byl zfilmován s Antoniem Banderasem a Vladimírem Kulichem pod názvem Vikingové (The 13. Warrior)
- J. R. R. Tolkien převzal jména a motivy z Béowulfa do svých románů ze Středozemě, zejména do prostředí a kultury Rohanu, epizoda jeho románu Hobit, kdy Bilbo Pytlík ukradne skvostný pohár z dračího pokladu v hoře Ereboru a rozzuřený drak Šmak následně vyletí z hory a ničí okolí, je inspirován Béowulfem. Tolkien začínal své univerzitní přednášky ze staroanglické literatury zvoláním hwaet, jímž začíná i Béowulf. Napsal také odbornou studii o Béowulfovi: Netvoři a kritikové (The Monsters and the Critics).
- George Lucas využil prvky z Béowulfa v Hvězdných válkách.[zdroj⁠?!]
- Epizoda Star Treku „Hrdinové a démoni“: loď Voyager je založena na první části Béowulfa.
- Roku 1999 vznikl film Béowulf s Christopherem Lambertem v hlavní roli, původního textu se však drží jen vzdáleně: děj je přemístěn do apokalyptické budoucnosti.
- Neil Gaiman napsal futuristickou interpretaci ve formě epické básně pod názvem Bay Wolf (česky pod názvem Neowulf ve sbírce drobných próz a básní N. Gaimana Kouř a zrcadla v překladu Richarda Podaného, vydalo nakladatelství Polaris v roce 2003).
- Larry Niven, Jerry Pournelle a Steven Barnes napsali knihu Odkaz Heorotu, ve které skupina kolonistů osidluje cizí planetu. Ta jim nejdřív připadá jako ráj, dokud se nesetkají s Grendelem. Jen jeden má takový výcvik, aby příšeru přemohl. Pokračování vyšlo pod názvem Draci Heorotu.
- Roku 2005 přepracoval islandský režisér Sturla Gunnarsson látku první části Beowulfa s Gerardem Butlerem v hlavní roli a Sarah Polleyovou v roli Selmy v naturalistickém filmu Beowulf & Grendel.
- 13. ledna 2007 byl americkou televizní společností NBC Universal Television odvysílán film Grendel. Hlavní roli hrdiny Beowulfa si zahrál Chris Bruno.[2] Královnu Wealtheow ztvárnila Marina Sirtis, herečka známá ze seriálů a filmů s tématem Star Trek.[3] Některé lokace filmu Grendel byly natáčeny v Sofii v Bulharsku.[4]
- V listopadu 2007 byl uveden do kin 2 roky natáčený, počítačově animovaný film Beowulf, který se eposu poměrně věrně drží. Režisér Robert Zemeckis do něj obsadil mimo jiné Angelinu Jolieovou, Johna Malkoviche či Anthonyho Hopkinse. Tito a další herci nahráli pro své počítačové zevnějšky pohyby, hlas i mimiku.